# 4-Dimethylaminophenol
4-Dimethylaminophenol (4-DMAP) ist ein Antidot (Gegengift) bei einer Vergiftung durch Cyanide, Blausäure, Nitrile und Schwefelwasserstoff. Das Wirkungsprinzip beruht auf der Bildung von Methämoglobin zur Bindung freier Cyanid-Ionen.
Als Nebenwirkung kann eine Hämolyse stattfinden.
Die Verabreichung von 4-DMAP ist nur ein Schritt, um einer Vergiftung durch Cyanid-Ionen entgegenzuwirken. Die Gabe von Natriumthiosulfat oder Hydroxycobalamin ist unumgänglich.
Die Gabe von 4-DMAP ist aufgrund der Wirkweise bei Rauchgasintoxikation kontraindiziert, da immer eine Mischintoxikation mit Kohlenmonoxid vermutet werden muss.
4-DMAP war von 2014 bis 2017 auf dem deutschen Markt wegen einer Produktionsumstellung nicht mehr lieferbar. Es musste daher auf Alternativprodukte zurückgegriffen werden.

## Überdosierung
Als Antidot bei einer Überdosierung von 4-DMAP (Dimethylaminophenol) kann Methylenblau verabreicht werden.

## Verwechslungsgefahr
Aufgrund identischer Kurzbezeichnungen (4-DMAP) kann es unter Umständen zur Verwechslung mit 4-(Dimethylamino)pyridin kommen, welches jedoch kein Gegengift bei Blausäurevergiftungen ist.